# Sept Ans de mariage
Pour plus de détails, voir Fiche technique et Distribution.
Sept Ans de mariage est un film français réalisé par Didier Bourdon, tourné en 2002 et sorti le 25 juin 2003.

## Synopsis
Pour tenter de sauver son couple à la dérive tant sexuellement que sentimentalement après 7 ans de mariage, Alain, qui est médecin urgentiste dans une clinique parisienne, consulte un ami sexologue. Celui-ci, à force de grandes théories pseudo-freudiennes sur le point D (le point du Désir qui ne doit pas devenir le point de la Déprime) le persuade que la solution ne passe que par la réalisation des fantasmes refoulés et la libération des mœurs (sex-shops, échangisme, films porno...), et lui conseille de mettre ses fantasmes à exécution avec sa femme, Audrey.
Travaillant comme employée de banque, Audrey est devenue froide et a totalement cessé d'aimer son mari, ne maintenant sa vie de couple que par habitude installée au fil des années et pour l'éducation de leur fille Camille.
Alain et Audrey vont découvrir l'univers des sex-shops, du voyeurisme et de l'échangisme, mais peu à peu se rendront compte que cet univers n'est pas le leur.

## Fiche technique
Sauf indication contraire, les informations mentionnées dans cette section peuvent être confirmées par la base de données cinématographiques IMDb,  présente dans la section « Liens externes ».
- Titre original : 7 ans de mariage
- Réalisation : Didier Bourdon
- Scénario : Didier Bourdon, Dominique Coubes et Nathalie Vierne
- Musique : Laurent Bertaud, Jean-Charles Laurent et Jean-Christophe Prudhomme
- Décors : Christian Marti
- Costumes : Corinne Jorry et Aurore Vicente
- Photographie : Pascal Caubère
- Son : Jean Minondo, Thierry Lebon, Frederic Dubois
- Montage : Jeanne Kef
- Production : Charles Gassot
  - Production déléguée : Jacques Hinstin
- Sociétés de production[1] : Ciby 2000, D.B. Production, RF2K Productions, TF1 Films Production, TPS Star, Téléma, Sofica Valor et Sofica Valor 6
- Sociétés de distribution[2] : Fox France (France) ; Les Films de l'Elysée (Belgique) ; Christal Films / Lions Gate Films (Québec) ; Agora Films Suisse (Suisse romande)
- Budget : 7,87 millions d’ €[3]
- Pays de production :  France
- Langue originale : français
- Format[4] : couleur - 35 mm - 1,85:1 (Panavision) - son DTS | Dolby Digital | Dolby Digital
- Genre : comédie
- Durée : 97 minutes
- Dates de sortie[5] : 
  - France : 17 mai 2003 (Festival de Cannes) ; 25 juin 2003 (sortie nationale)
  - Belgique, Suisse romande : 2 juillet 2003[6],[7]
  - Québec : 5 novembre 2004[8]
- Classification :
  - France : tous publics[9]
  - Belgique : tous publics (Alle Leeftijden)[6]
  - Québec : 13 ans et plus (13+ / 13 years and over)[8]

## Distribution
- Didier Bourdon : Alain
- Catherine Frot : Audrey
- Jacques Weber : Claude
- Claire Nadeau : Viviane
- Yan Duffas : Arnaud
- Gabrielle Lopes Benites : Camille
- Jean-Pierre Tagliaferri : M. Masson
- Véronique Barrault : Chantal
- Françoise Lépine : Ariane
- Jacques Herlin : le grand-père Ménard
- Michèle Moretti : la mère d'Audrey
- Philippe Brigaud : le père d'Audrey
- Frédéric van den Driessche : Jean De La Ferrière
- Samir Djama : Haissa
- Thierry Bosc : le curé Jacques
- Étienne Draber : Homme en visite
- Valérie Leboutte : La mariée
- Maxime Lombard : Le maire
- Bonnafet Tarbouriech : Bonhomme méridional
- Beata Nilska : L'employée de maison
- Yzabel Dzisky : Vendeuse lingerie
- Jean-Claude Tran : Vendeur sex-shop
- Marc Hautreux : Mateur sex-shop
- Marc De Negri : Copain de fac
- Sylvie Lachat : Gardienne hôpital
- Maïa Michaud : Fille gardienne
- Adrien Saint-Joré : Copain fille gardienne
- Marie-Christine Adam : Madame Moreau
- Philippe Lehembre : Monsieur Badurain
- Michel B. Dupérial : Docteur Sainte-Rose
- Vincent Verdier : Médecin SAMU
- Diaraou Koné : Patient hôpital
- Olivier Pajot : Patron Cupidon
- Daniel Saint-Jean : Client Cupidon
- Jacques Décombe : Marquis Cupidon
- Marie Piton : Hôtesse d'accueil Cupidon
- Edéa Darcque : Jeune femme black Cupidon
- Isabelle Petit-Jacques : Institutrice
- Kelly Meziane : Petite fille 1
- Maïwenn Drean :	Petite fille 2
- Elyas El Ghoul : Petit garçon 1
- Nathanaël Ricles : Petit garçon 2
- Marie-Thérèse Arène : Femme visite
- Patrick Zard : Monsieur Villiers
- Emma Fiorila :  Cliente de la banque
- Marie-Sandra Duran : Femme diplomate
- Franck Folly : McKoy
- Geneviève Brunet : Mère d'Ariane
- James Hor : Serveur salon
- Hélène Devynck : Journaliste LCI

## Autour du film
- Sept Ans de mariage est la deuxième réalisation de Didier Bourdon en solo après L'Extraterrestre.
- De nombreuses références à l'écrivain Michel Houellebecq sont faites dans le film. Didier Bourdon s'explique : « Je voulais à la fois me moquer un peu du phénomène de mode (à une époque, tout le monde lisait ou devait lire Les Particules élémentaires) et rendre hommage à l'auteur de Plate-forme dont la lecture m'a enthousiasmé autant qu'agacé. Ce que j'aime dans Michel Houellebecq, c'est qu'il dit ce qu'il pense. Il échappe au politiquement correct ».
- Deux images subliminales érotiques sont insérées dans le film, dans les scènes où Alain et Audrey font l'amour et la caméra fait des zooms avant et arrière sur une vitre, vers 01:04:18 et 1:04:24[réf. nécessaire].
- La scène du sex-shop a été tournée à Paris, rue de Lyon.